# Libro delle Porte
Il Libro delle Porte fa parte di quei testi funerari della religione dell'antico Egitto che dovrebbero guidare il defunto nel suo viaggio nell'aldilà, rappresentato come un deserto, per consentirgli di "vivere" ancora nel mondo ultraterreno.
Si tratta, generalmente, di formule e di racconti incentrati sul viaggio notturno del dio Sole sulla sua barca (nelle sue diverse manifestazioni) e della sua lotta con le forze del male (tra cui il serpente Apopi) che tentano, nottetempo, di fermarlo per non farlo risorgere al mattino. 
Il Libro delle Porte compare verso la fine della XVIII dinastia e viene iscritto normalmente nella camera funeraria, o nella prima camera colonnata, di molte tombe. Dalla XX dinastia alla XXVI dinastia, il libro viene raffigurato, anche se parzialmente, anche sui sarcofagi di legno.
Il nome della composizione fa riferimento alle 12 porte della notte, ovvero al passaggio da un'ora all'altra. Le versioni più complete si trovano nella tomba di Sethy I e di Ramses VI. Il Libro delle Porte è riportato nelle seguenti tombe della Valle dei Re (riportate in ordine cronologico di regno dei "Titolari", ove noti): 
- Horemhab, XVIII dinastia, tomba KV57
- Sethy I, XIX dinastia, tomba KV17;
- Ramses II, XIX dinastia, tomba KV7;
- Merenptah, XIX dinastia, tomba KV8;
- Sethy II, XIX dinastia, tomba KV15;
- Tausert e Sethnakht, XIX–XX dinastia, tomba KV14;
- Ramses III, XX dinastia, tomba KV11;
- Ramses IV, XX dinastia, tomba KV2;
- Ramses VI (in origine scavata per Ramses V), XX dinastia, tomba KV9;
- Ramses VII, XX dinastia, tomba KV1.

Molto simile al Libro dell'Amduat si differisce da questo perché tratta della successione del potere regale dal sovrano defunto al nuovo re.